# Eike Middeldorf
Eike Middeldorf (* 27. Juni 1915 in Adamsdorf in der Neumark; † 1. November 1995 in Swisttal) war ein Generalmajor der Bundeswehr und war zuletzt Kommandeur der 7. Panzergrenadierdivision in Unna. Bekannt wurde er vor allem als Vorgesetzter der sogenannten „Hauptleute von Unna“. Er war außerdem als Militärschriftsteller tätig.

## Leben
Eike Middeldorf wuchs als Sohn eines Gutsbesitzers auf.

### Dienst in der Wehrmacht
Middeldorf trat 1934 in die Wehrmacht ein. Er führte im Zweiten Weltkrieg eine Kompanie sowie ein Bataillon und absolvierte die Generalstabs-Ausbildung. Danach war er im Stab der 4. Panzer-Division sowie im Oberkommando des Heeres eingesetzt. Dort war er Referent für die Auswertung taktischer Kampferfahrungen.

### Dienst in der Bundeswehr
Nach dem Ende des Krieges handelte er mit Holz und Elektrogeräten und brachte es zu einigem Wohlstand. Bereits 1952 wurde Middeldorf im Amt Blank tätig, dem Vorläufer des heutigen Bundesministeriums der Verteidigung. 1955 wurde er wieder Soldat und hatte verschiedene Stabs- und Kommandeursdienstposten inne, unter anderem als Chef des Stabes des III. Korps in Koblenz.

### Hauptleute von Unna und vorzeitige Entlassung
1971 verfassten 30 Hauptleute der 7. Panzergrenadierdivision aus Unna einen Mängelkatalog zu Problemen in Erziehung und Ausbildung. Dies war in gewisser Weise eine Reaktion auf die Schrift der Leutnante 70, die am 10. März 1970 neun Thesen veröffentlichten. Der Vater der Inneren Führung, Graf von Baudissin, sagte dazu: „Zum erstenmal haben mich aktive Offiziere links überholt.“ Middeldorf unterstützte die Tätigkeit der 30 Hauptleute und kommunizierte mit ihnen unter Nichtbeachtung des Dienstweges über die Bataillons- und Brigadekommandeure hinweg. Der Spiegel schreibt, er hätte die Hauptleute erst dazu „ermutigt, ihre Ärgernisse in einer Denkschrift festzuhalten“. Wenn er die Hauptleute traf, soll er diese „immer zu schonungsloser Schärfe“ ermuntert haben.
Im April 1971 gab Middeldorf dem Stern ein Interview. Es fand im Hotel Rasmussen in Bad Pyrmont statt. Er kündigte an, eine „brisante Bombe“ über die Denkschrift von Unna zu liefern. Sein Anwalt handelte für ihn ein Honorar von 100.000 DM aus, um eine vorzeitige Verabschiedung und ausbleibende Beförderung auszugleichen. Unklar ist, ob Middeldorf von der Honorarverhandlung wusste, denn sein Anwalt beteuerte, eigenmächtig gehandelt zu haben. Der Stern fand die Geschichte gar nicht brisant und veröffentlichte das Interview nicht. Stattdessen erschien das „balkanesische Angebot“ des Generals unter dem Titel „Mutig für 100 000 Mark“. Am selben Tag veranlasste der damalige Verteidigungsminister Helmut Schmidt die Versetzung Middeldorfs in den einstweiligen Ruhestand.

## Orden
Middeldorf war Träger des Eisernen Kreuzes 1. Klasse.

## Schriften
- Taktik im Russlandfeldzug. Erfahrungen und Folgerungen. Mittler, Darmstadt 1956.
  - Russische Ausgabe: Russkaja kampanija. Taktika i vooruženie. Moskau / Sankt Petersburg 2000, ISBN 5-89173-065-0 und ISBN 5-237-04922-2.
- Handbuch der Taktik für Führer und Unterführer. Mittler, Berlin / Frankfurt am Main 1957.
- Taktisches Wörterbuch. Deutsch-Englisch-Französisch. Mittler, Berlin / Frankfurt am Main 1962.
- Führung und Gefecht. Grundriss der Taktik. Bernard und Graefe, Frankfurt am Main 1968.